# Avril 1842

## Événements
- 5 avril : le roi d'Afghanistan Shah Shuja est mis à mort.
- 12 avril : le prince héritier du Piémont, Victor-Emmanuel, épouse Marie-Adélaïde de Habsbourg-Lorraine.
- 21 avril : lors de sa réception à l'Académie française, Alexis de Tocqueville, prononçant l'éloge de son prédécesseur, trouve l'occasion d'une réflexion historique sur l'Empire.
- 25 avril : mort de Georges Humann dans son bureau au ministère des finances.
- 26 avril : arrivée du contre-amiral Dupetit-Thouars qui prend possession des îles Marquises puis imposera le protectorat français à Tahiti.
- 27 avril : 
  - nouveau statut du Conseil d’État en Russie, dont les pouvoirs diminuent encore.
  - à Madrid (Espagne), alternative de Francisco Arjona Herrera dit « Cúchares », matador espagnol.

## Naissances
- 4 avril : Édouard Lucas (mort en 1891), mathématicien français.

## Décès
- 13 avril : Auguste Jean Ferdinand Sutat, peintre français (° 1814).
- 25 avril : Georges Humann, ministre français des Finances (° 1780).
- 28 avril : Charles Bell (né en 1774), anatomiste écossais.